# Exechia ussuriensis
Exechia ussuriensis är en tvåvingeart som beskrevs av Zaitzev 1994. Exechia ussuriensis ingår i släktet Exechia och familjen svampmyggor. Inga underarter finns listade i Catalogue of Life.